# Perth Cultural Centre
Het Perth Cultural Centre is het culturele centrum van de West-Australische hoofdstad Perth.

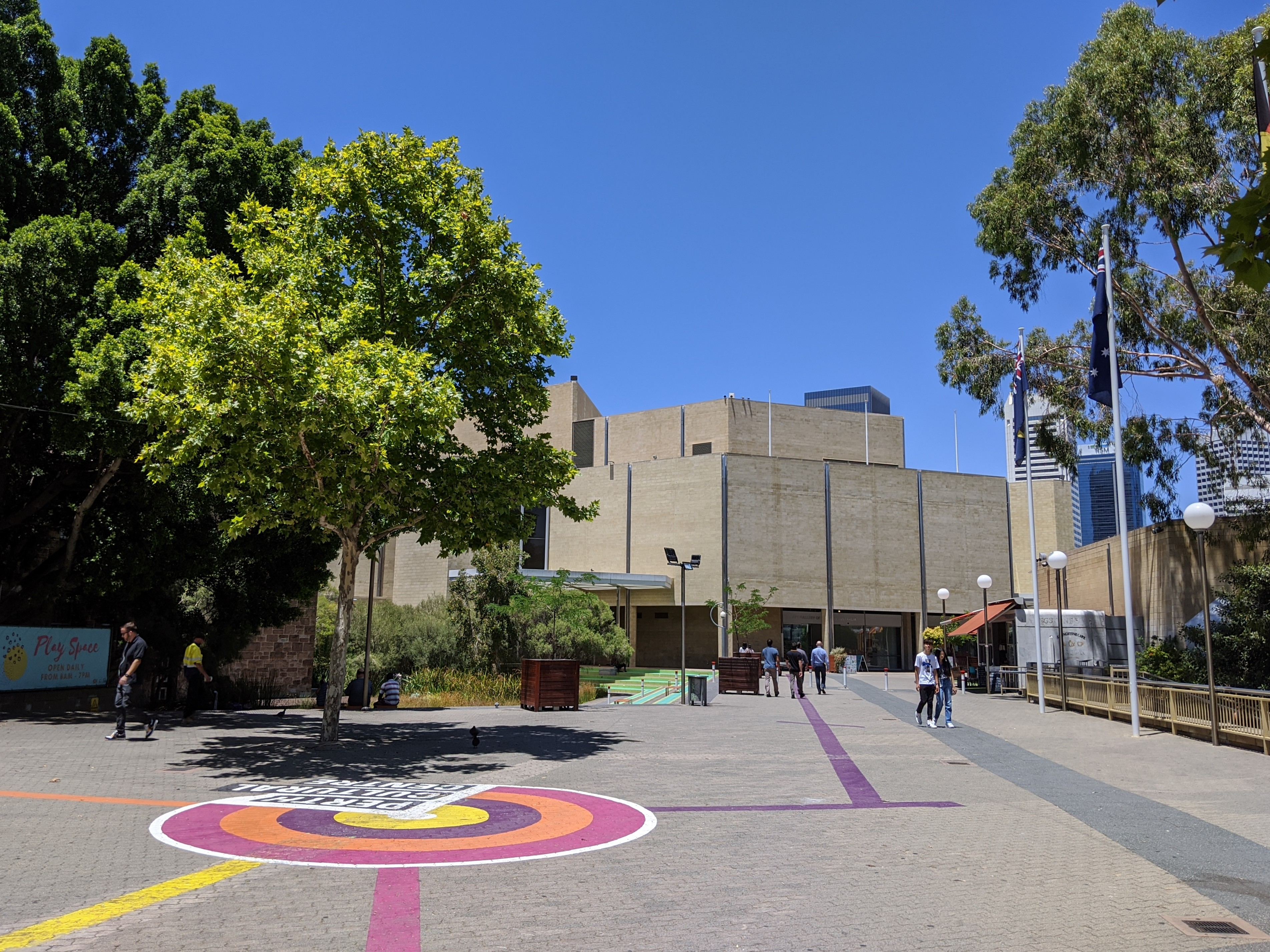
Art Gallery of Western Australia in het culturele centrum

## Ligging
Het culturele centrum van Perth omvat een gebied begrensd door de straten Aberdeen, William, Roe en Beaufort. Een wandelbrug, de 'Gallery Walk', verbindt het gebied met het spoorwegstation van Perth.

## Geschiedenis
De 'Perth Old Goal' in James Street werd in de jaren 1850 door gevangenen gebouwd. In de jaren 1890 ontwikkelde zich een aantal culturele instellingen rondom de  in 1891 tot een geologisch museum omgevormde gevangenis. In de 'Jubilee Building' (1897) huisde een museum, de 'James Street Boys School' (1897) en het belendende 'Girdlestone Girls School' waren schoolgebouwen, en in de 'Hackett Hall' (1912-14) was een bibliotheek gevestigd.
Voor het 150-jarige bestaan van West-Australië - en dankzij een hoogconjunctuur in de grondstoffensector - werden in 1977 de 'Alexander Library Building' en het  modernistische gebouw van de Art Gallery of Western Australia in het culturele centrum opgetrokken.
Tegen het einde van de 20e eeuw was het stadsdeel een achtergesteld en afgelegen gebied met een onveilige reputatie. In 1991 werd de 'East Perth Redevelopment Authority' (EPDA) opgericht om het stadsdeel te opwaarderen. In 2004 werd de grens waarbinnen de EPDA werkte uitgebreid opdat het ook het culturele centrum zou omvatten en dat eveneens kon worden opgewaardeerd.
In 2009 werd begonnen met de werken voor de opwaardering van het gebied. Het in 2010 opgeleverde 'Urban Orchard and Native Wetlands' omvatte buitenruimtes voor optredens en voorstellingen, zit- en schaduwplekken en een nieuwe bewegwijzering. Een tweede fase in 2011 zorgde voor een veilige speeltuin, openluchtkunstwerken en een aangepaste verlichting.
In 2012 besliste de overheid een nieuw complex voor het Museum van West-Australië in het culturele centrum te bouwen. Het vernieuwde museum opende in november 2020 de deuren.
In 2018 droeg de 'Metropolitan Redevelopment Authority' het bestuur van het culturele centrum over aan de 'Perth Theatre Trust'.

## Instellingen

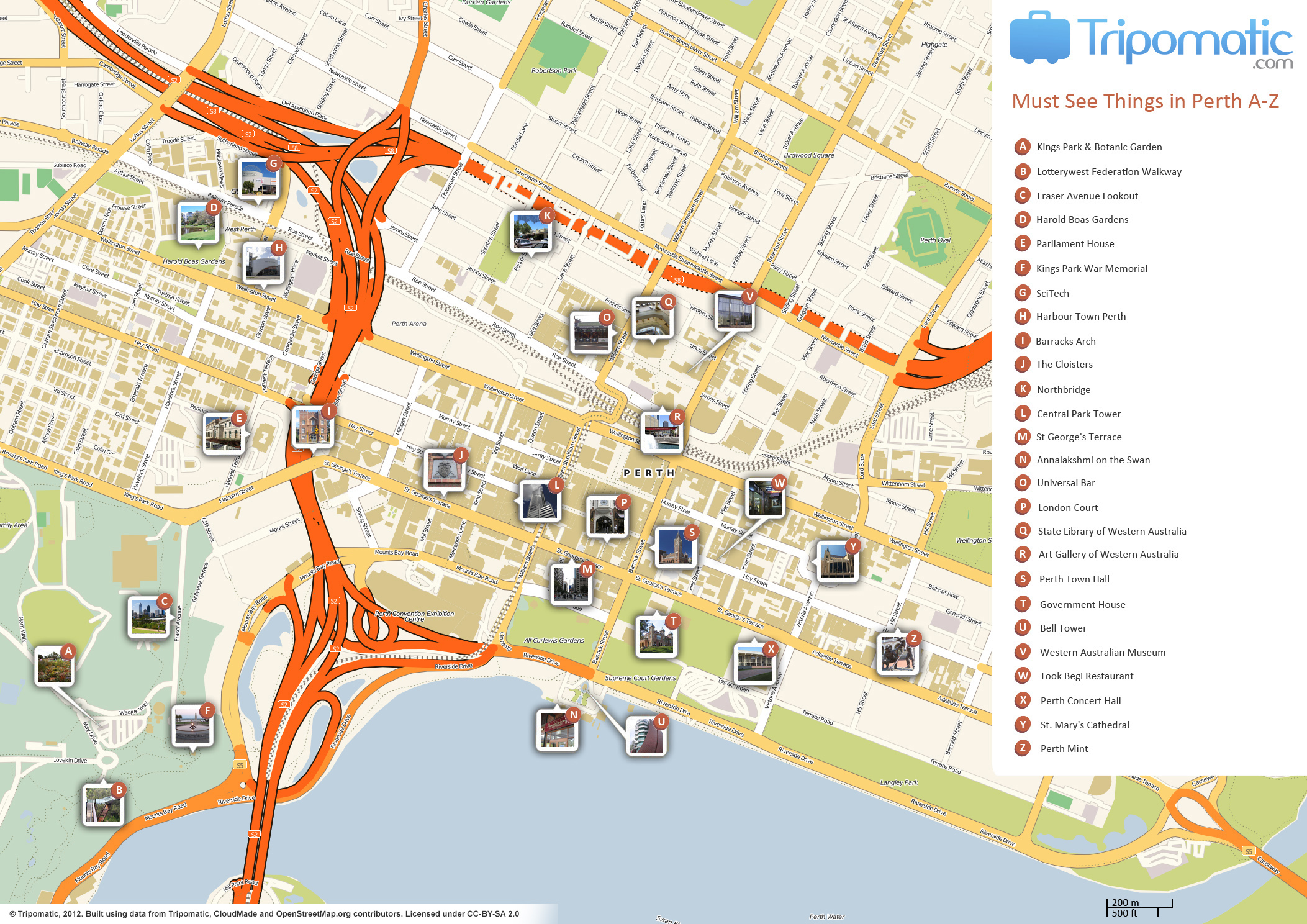
Toeristische kaart Perth

Het culturele centrum van Perth omvat onder meer onderstaande instellingen:
| Naam                                        | Faciliteiten |
| ------------------------------------------- | --- |
| Art Gallery of Western Australia            | - Galerie |
| 'Blue Room Theatre'                         | - Hoofdruimte - theaterzaal met 62 zitplaatsen - Studio - theaterzaal met 50 zitplaatsen                                                                                          |
| Perth Institute of Contemporary Arts        | |
| State Library of Western Australia          | - 'J.S. Battye Library' |
| 'State Records Office of Western Australia' | |
| 'State Theatre Centre of Western Australia' | - 'Heath Ledger Theatre' - theaterzaal met 575 zitplaatsen - 'Studio Underground' - theaterzaal met 234 zitplaatsen - 'The Courtyard' - ruimte voor optredens met 200 zitplaatsen |
| WA Museum Boola Bardip                      | |